# Jim Hanvey, Detective
Jim Hanvey, Detective è un film del 1937, diretto da Phil Rosen.